# Hydroxyde d'or(III)
L'hydroxyde d'or(III), ou trihydroxyde d'or, est un composé chimique de formule Au(OH)3. Il est également appelé acide aurique, écrit dans ce cas sous la forme H3AuO3. Il se déshydrate facilement au-dessus de 140 °C en oxyde d'or(III) Au2O3. Les sels de l'acide aurique sont appelés aurates.
L'hydroxyde d'or(III) est utilisé en médecine, dans la fabrication de la porcelaine, dans la réalisation d'objets plaqués or, ou encore dans le procédé du daguerréotype. Il peut également être utilisé pour synthétiser des catalyseurs à base d'or. Il intervient dans la conversion de l'acide chloraurique HAuCl4 en couche mince d'or métallique.

## Incidence sur les métallisations en microélectronique
L'hydroxyde d'or(III) est un produit de la corrosion électrochimique des métallisations en or soumises à l'humidité et à un potentiel électrostatique positif ; c'est l'une des dégradations observées en microélectronique. Les particules conductrices détachées des formations d'hydroxyde d'or sont susceptibles de se déposer sur les circuits en formant des court-circuits ou des fuite de courant. Ce faisant, l'épaisseur des métallisations en or diminue sous l'effet de la corrosion, ce qui accroît leur résistance électrique et peut conduire à des pannes.